# 3dfx Interactive
3dfx Interactive — американский разработчик и изготовитель графических процессоров (видеоускорителей) трёхмерной графики, а позднее и видеокарт. Компания стала первопроходцем и основоположником соответствующего рынка, а кризис и последовавший крах в начале 2000-х стали одними из наиболее значимых событий в истории индустрии ПК. 
Компания располагалась в Сан-Хосе.
3dfx прекратила деятельность в декабре 2000 года, а формальная процедура банкротства завершилась в 2002 году.
После объявления о несостоятельности бо́льшая часть интеллектуальной собственности и большинство участвовавших в её создании работников перешли к корпорации Nvidia.

## Voodoo

### Применение в игровых автоматах
3dfx была основана в 1994 году при поддержке «технофирмы» Горди Кэмпбелла (Gordie Campbell) тремя выходцами из Silicon Graphics Россом Смитом (Ross Smith), Гари Таролли (Gary Tarolli) и Скоттом Селлерсом (Scott Sellers). Первый продукт компании — Voodoo Graphics — был выпущен на рынок в 1996 году. Компания сосредоточилась в основном на поставках микросхем и выпуске нескольких референсных плат и изначально не была нацелена на конечного потребителя. Более того, компания выступала в роли OEM-поставщика графических компонентов для производителей, которые самостоятельно разрабатывали, изготавливали, рекламировали и реализовывали видеокарты, основанные на Voodoo Graphics.
Первую известность компания получила благодаря успеху в аркадных автоматах. В то время аркадные автоматы были местом, где игроки могли ознакомиться с последними достижениями 3D-игр и 3D-технологий. Первой аркадной игрой, использовавшей набор аппаратных средств Voodoo Graphics, стала ICE Home Run Derby, вышедшая в 1996 году. Позднее в том же году оборудование 3dfx также было использовано в аркадных играх San Francisco Rush и Wayne Gretzky’s 3D Hockey. 3dfx была в центре внимания прессы, так как высокий класс графики был очевиден, и предполагалось, что пятое поколение игровых приставок будет способно обеспечивать графику аналогичного качества.

### Voodoo Graphics PCI

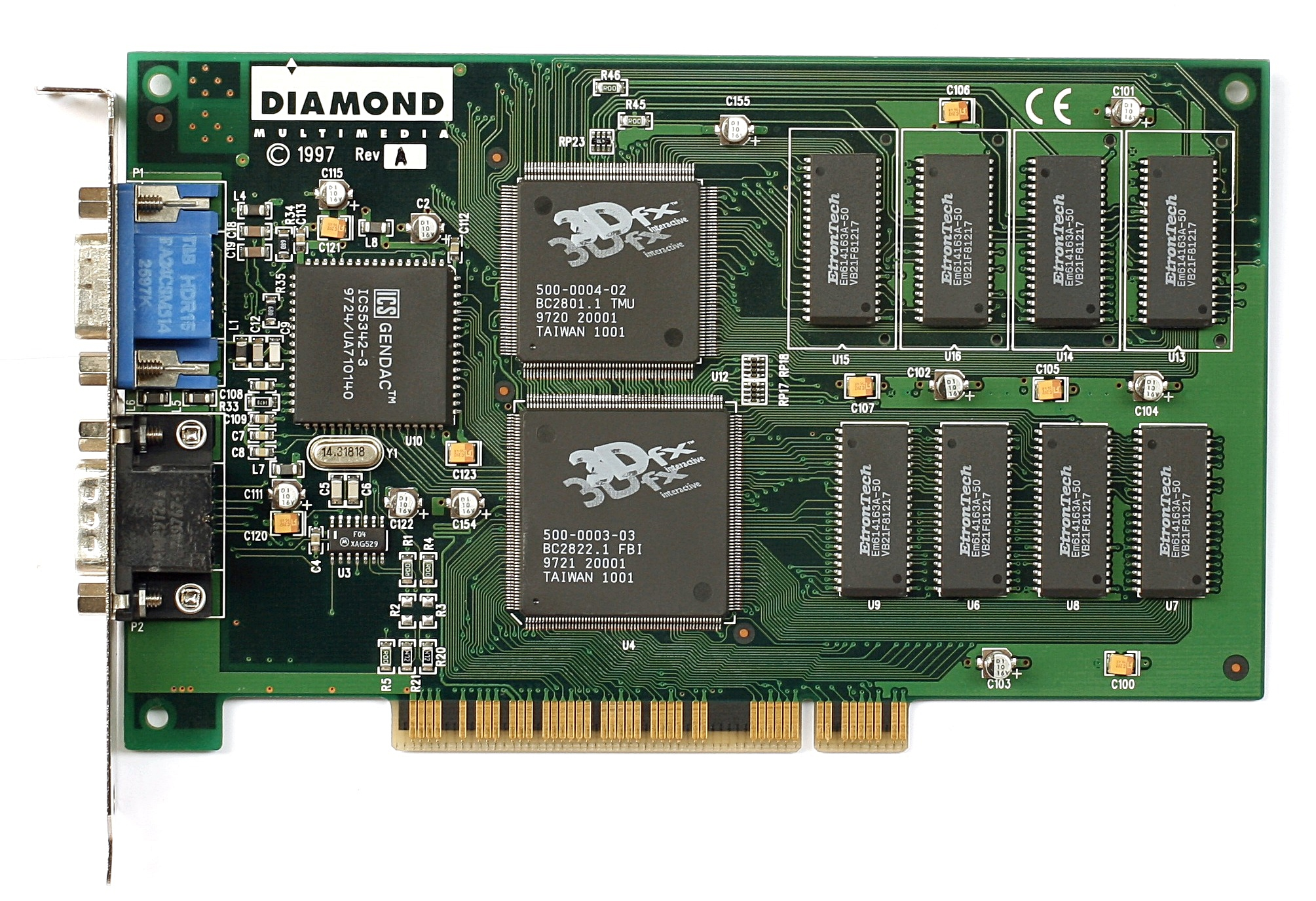
Diamond Monster3D. Ускоритель, основанный на чипсете Voodoo Graphics.

К концу 1996 года цены на ОЗУ типа EDO снизились настолько, что 3dfx получила возможность выйти на рынок пользовательского оборудования ПК с агрессивной ценовой политикой относительно существовавших 3D-решений для компьютеров. Технологии Voodoo рекламировались как новая эпоха высокопроизводительной и высококачественной трёхмерной графики для компьютерных игр. До того трёхмерные игры вроде Doom и Quake способствовали обновлению компьютеров игроков с 80386 до 80486 и далее до Pentium, но качество графики оставляло желать лучшего. Появление GLQuake с поддержкой аппаратного ускорения в январе 1997 года произвело фурор среди игроков за счёт резкого улучшения качества картинки популярной игры, при этом Voodoo обеспечивало более высокую производительность по сравнению с конкурентами.
На типичной плате расширения Voodoo Graphics PCI располагались цифро-аналоговый преобразователь, процессор кадрового буфера, процессор наложения текстур, а также 4 мегабайта (МБ) ОЗУ типа EDO. ОЗУ и графические процессоры работали на частоте 50 МГц. Так как плата могла осуществлять ускорение только трёхмерной графики, то пользователю требовалось наличие традиционной 2D-видеокарты для обычного двухмерного ПО. Эта видеокарта подключалась ко входу видеоконтроллера Voodoo переходным VGA-кабелем. Монитор подключался во второй (выходной) разъём Voodoo. Такая схема подключения использовалась из-за некоторых различий схемотехники выходных цепей плат Voodoo разного времени изготовления, а также различного типа коммутационного оборудования: применялись электронные ключи и электромеханические реле. В случае применения реле в моменты включения и отключения можно было слышать характерный щелчок.
Основными рыночными конкурентами для Voodoo Graphics были продукты, выпускавшиеся PowerVR и Rendition. PowerVR предлагала похожее решение только для трёхмерной графики, однако оно существенно отставало как в производительности, так и в качестве изображения. Ближайшим конкурентом Voodoo Graphics была интегрированная в одной микросхеме 3D+VGA-видеокарта Rendition Vérité V1000, но она также имела недостаточную производительность, а её возможности в двухмерном режиме были низкими (что, в частности, порождало низкую производительность в игре Doom, не имевшей поддержки 3D-ускорения). Тем не менее, некоторые видеокарты, представляющие комбинацию 2D- и 3D-ускорителя, смогли пережить конкуренцию со стороны Voodoo. Несмотря на то, что такие продукты, как Matrox Mystique, S3 ViRGE и ATI Rage предлагали явно менее притязательное 3D-ускорение, их низкая стоимость и простота часто выглядели предпочтительными для OEM-сборщиков.
К концу 1997 года Voodoo заняла 80—85 % рынка игровых 3D-карт, а сам рынок многократно вырос.

### Glide API
3dfx разработала собственный API для трёхмерной графики специально под Voodoo под названием Glide — альтернативу другим API в лице универсальных Direct3D и OpenGL. В тот момент Direct3D был лишь в начальной стадии развития, а OpenGL не учитывал аппаратные особенности Voodoo (карты были ещё достаточно медленные и с небольшим объёмом памяти — в результате универсальность и незавимимость от аппаратной реализации сильно сказывались на производительности). Glide представлял собой сильно «урезанную» версию OpenGL с некоторыми модификациями.
Хотя под Glide вышло достаточно много популярных игр, включая несколько аркадных от Midway Games и Atari Games (San Francisco Rush, NFL Blitz, Hydrothunder и др.) и игры серии Tomb Raider от Eidos, поворотным моментом в популяризации Voodoo Graphics стал выход драйвера[уточнить] 3dfx под другой API — MiniGL. Этот драйвер был разработан специально для возможности реализации аппаратного ускорения игры Quake на картах от 3dfx. Сам MiniGL был разработан id Software и содержал реализацию API OpenGL в объёме, использованном в GLQuake (помимо 3dfx свои драйвера под него выпустили также PowerVR и Rendition).
К началу 2000-х годов вычислительные мощности среднестатистического нового ПК стали достаточными для нормальной производительности Direct3D и OpenGL, поэтому рынок наполнился множеством новых 3D-видеокарт. Быстрая популяризация универсальных API среди разработчиков игр, а также закрытие самой 3dfx сделали Glide устаревшей технологией.

## Voodoo Rush

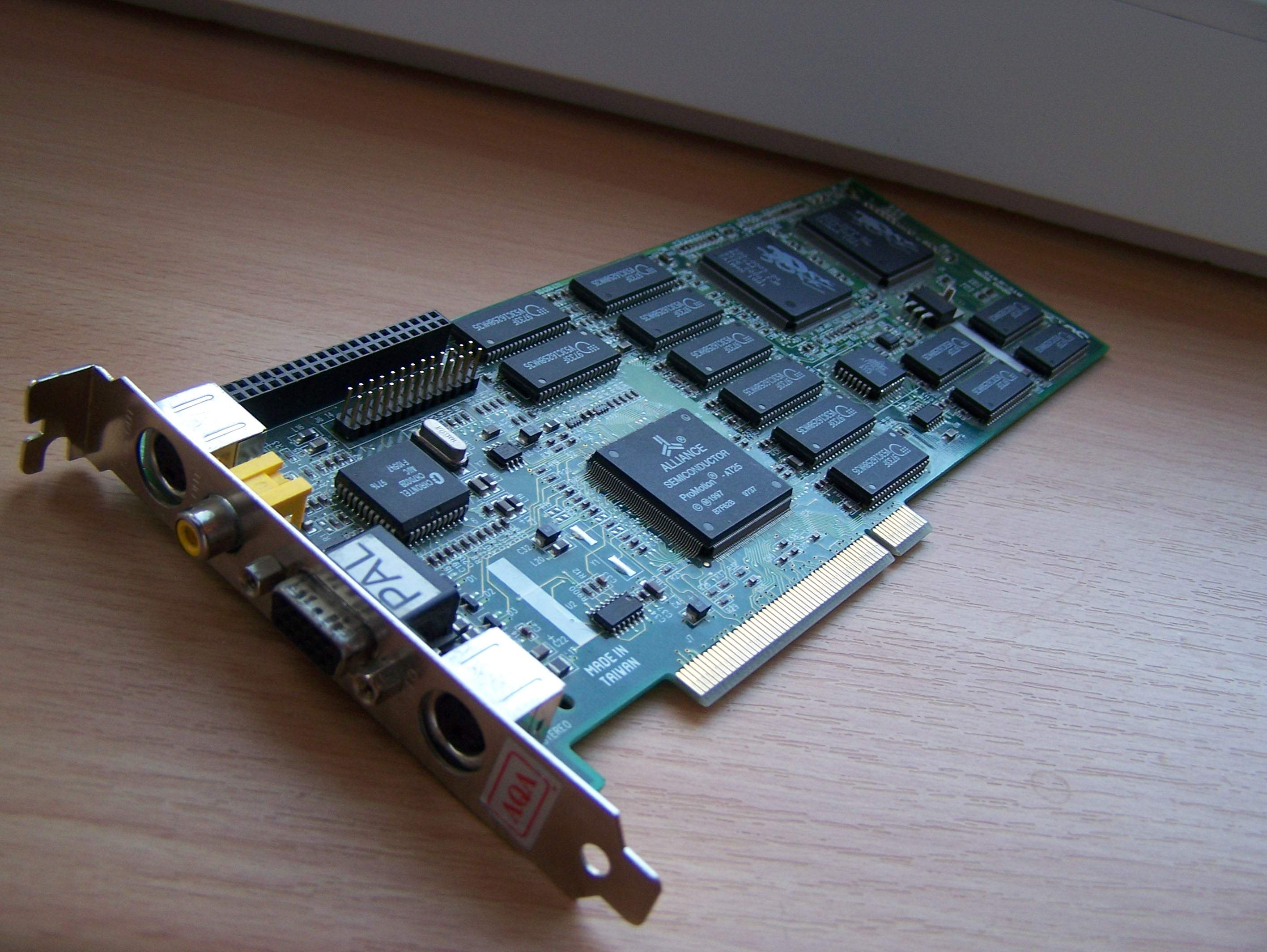
Видеоплата, основанная на 3dfx Voodoo Rush с 2D-чипсетом от Alliance Semiconductor

Свой новый чипсет — Voodoo Rush — 3dfx представила в августе 1997 года. Он представлял собой комбинацию чипсета Voodoo Graphics и видеоконтроллера двухмерной графики, что снимало для пользователя необходимость приобретения отдельной VGA-видеокарты. 
Большинство изготовленных видеокарт использовало 2D-видеоконтроллер AT25/AT3D от Alliance Semiconductor, однако существует некоторое количество видеокарт с установленными 2D-чипами Macronix. Были оглашены планы о партнерстве с Trident Microsystems, но видеокарт с такими компонентами выпущено не было.
Спецификации Voodoo Rush были аналогичными Voodoo Graphics, но производительность такого же уровня не достигала. Это объясняется тем, что чипсет Voodoo Rush и 2D-видеоконтроллера  использовали одну память и конкурировали при обращении к ней, что снижало быстродействие. Более того, чипсет Voodoo Rush не был выведен непосредственно на шину PCI, а его программирование осуществлялось через связанные регистры 2D-видеоконтроллера. Как и Voodoo Graphics, этот чипсет также не работал с прерываниями, поэтому драйвер должен был постоянно опрашивать чипсет на предмет окончания выполнения команды. Взаимодействие с чипсетом не напрямую, а через 2D-видеоконтроллер вызывало увеличение потока служебных данных и приводило к повышению нагрузки на интерфейс PCI. Как правило, в одинаковых условиях производительность была примерно на 10 % ниже Voodoo Graphics, а в оконном режиме могла снижаться ещё сильнее.
Позже компания Hercules в попытке преодолеть недостатки чипсета выпустила видеокарту, работающую на повышенной на 10 % частоте и содержащую 8 МБ ОЗУ. Видеокарта, в которой были решены проблемы с памятью и устранены ошибки работы с PCI, была основана на 2D-видеопроцессоре Cirrus Logic. К сожалению, она была достаточно редкой.
В целом, из-за озвученных проблем, видеокарты на Voodoo Rush продавались очень плохо, и их производство прекратилось в течение года. Следующая попытка выйти на рынок интегрированных (2D+3D) видеокарт была предпринята 3dfx в 1998 году с чипсетом Banshee.

## Voodoo2

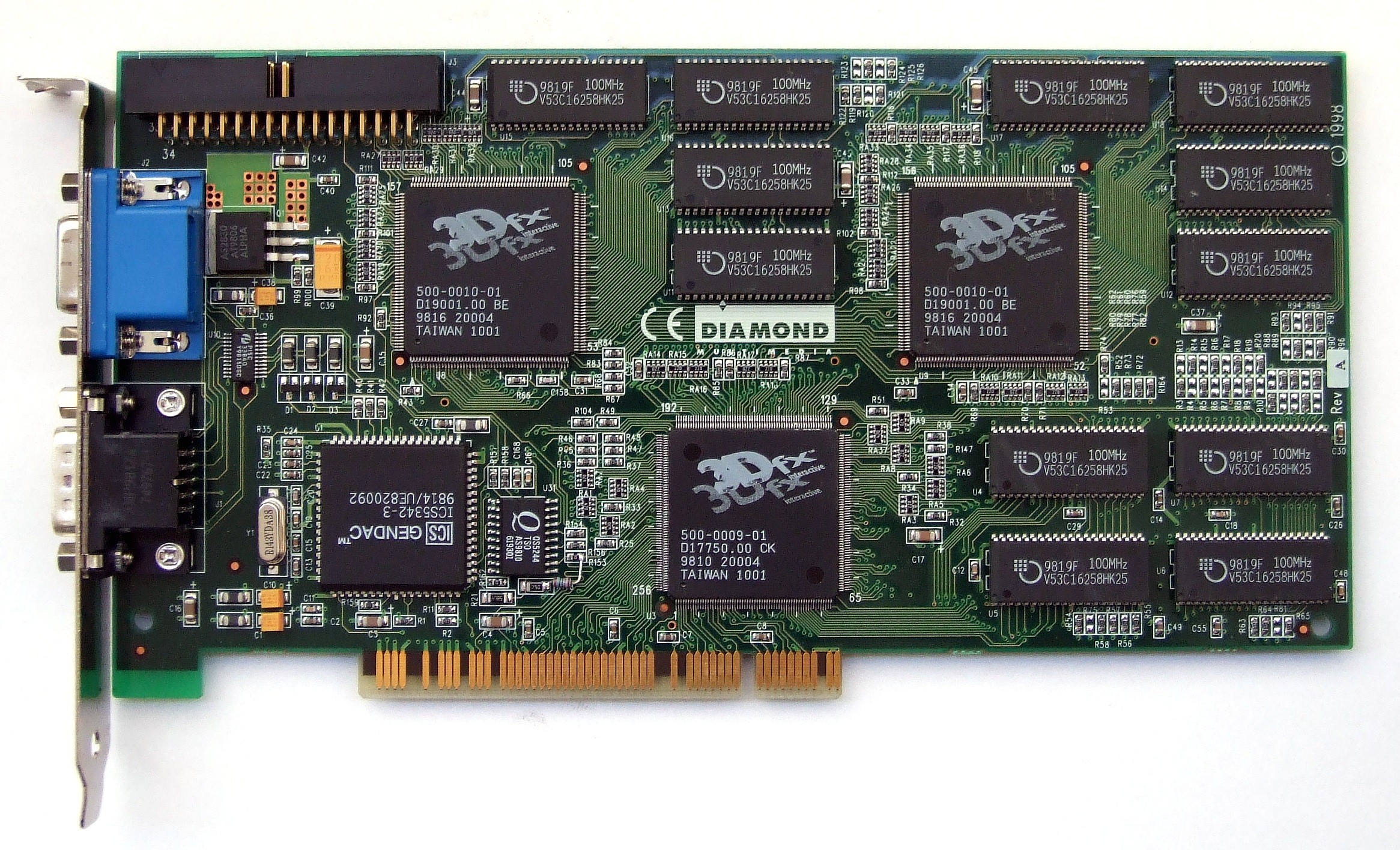
Diamond Monster 3D II c 12 МБ ОЗУ, основанная на Voodoo2

В 1998 году 3dfx выпустила последователя Voodoo Graphics — чипсет Voodoo2. Новый чипсет в целом унаследовал архитектуру без изменений, однако был добавлен второй текстурный процессор, что позволило отрисовывать две текстуры за один проход.
Voodoo2 состоял из трёх микросхем и требовал внешней двухмерной видеокарты, тогда как имевшиеся на тот момент продукты конкурентов (такие как ATI Rage Pro, Nvidia RIVA 128 и Rendition Verite 2200) являлись интегрированными 2D+3D-видеокартами, выполненными в единой микросхеме. Несмотря на некоторые недостатки (дизеринг 16-битного цвета в трёхмерном режиме и максимальное рабочее разрешение 800×600), другие продукты не могли показать производительность, сравнимую с Voodoo2. 
Новый продукт стал значительным достижением в сфере трёхмерной графики на персональных компьютерах. Благодаря превосходной производительности и популярности предшествующей Voodoo Graphics, продажам Voodoo2 сопутствовал большой успех. Пользователи предпочитали Voodoo2 ещё и потому, что могли дополнить его другой высококачественной двухмерной видеокартой, тогда как качество и быстродействие этого компонента некоторых конкурентных интегрированных решений вызывало вопросы.
Вышедшая позднее Nvidia RIVA TNT с интегрированным 2D+3D-чипсетом стала серьёзным конкурентом и заняла нишу в более низкой ценовой категории, но не смогла пошатнуть доминирующие позиции Voodoo2.

### SLI
Вместе с Voodoo2 компания вывела на рынок технологию SLI (тогда расшифровывалось как Scan-Line Interleave — англ. чередование строк). В режиме SLI две платы Voodoo2 соединялись специальным кабелем, при этом каждая из них обрабатывала половину строк на экране. За стоимость второй платы Voodoo2 пользователи получали существенное улучшение производительности. Также при использовании SLI увеличивалось максимальное рабочее разрешение до 1024×768. Однако из-за высокой стоимости и громоздкости конструкции из трёх плат (две видеокарты Voodoo2 и обычная двухмерная видеокарта) технология SLI, революционная в то время, оказала минимальный эффект на рыночное положение 3dfx и, в отличие от собственно Voodoo2, не была признала коммерчески успешной.
«Бутылочным горлом», ограничившим потенциальные возможности Voodoo2 SLI, стала недостаточная мощность ЦП компьютеров того времени. Устойчивые во времени преимущества этой технологии становятся очевидными благодаря успешному применению Voodoo2 SLI в компьютерных играх вплоть до конца 2004 года, через 6 лет после выхода на рынок. Также SLI использовалась для соединения микросхем VSA-100 в видеокарте Voodoo5.
Однако технология SLI была недоступной в конфигурации некоторых плат сторонних производителей, основанных на чипсетах 3dfx.
После покупки большинства активов 3dfx в 2004 году Nvidia осуществила перезапуск бренда SLI (теперь в расшифровке Scalable Link Interface — с англ. — «масштабируемый интерфейс») при выводе на рынок видеокарт серии GeForce 6. Своё видение технологии соединения нескольких видеокарт под названием Crossfire вывели на рынок и ATI Technologies. Хотя Nvidia SLI и ATI Crossfire основаны на одной идее совместной обработки изображения несколькими видеокартами, реализация на практике произведена по-разному.

### Banshee

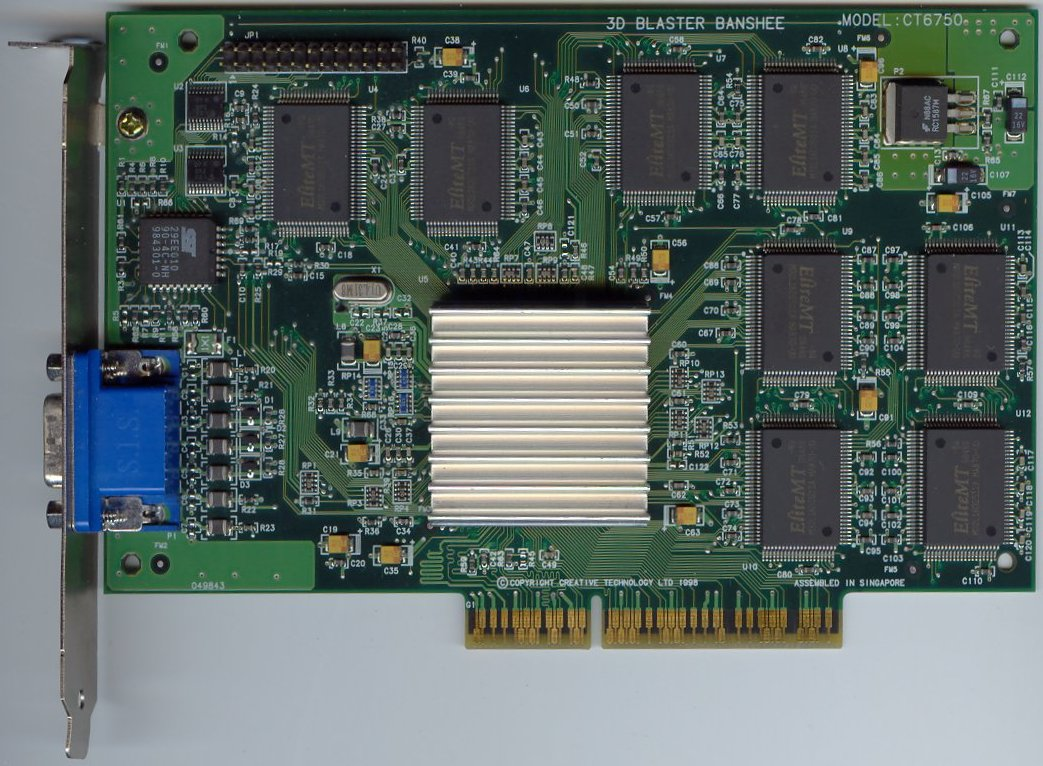
Creative 3D Blaster Banshee AGP

Ближе к концу 1998 года 3dfx выпустила чипсет Banshee, цена на который была снижена относительно Voodoo2, ввиду высокой степени интеграции компонентов, обладающий более совершенными функциями, включая ускорение двухмерной графики. Данный чипсет должен был удовлетворить нарастающий запрос потребительского рынка на универсальную карту с 2D+3D графикой.
Banshee — чипсет, построенный на одной микросхеме, состоял из  видеокарты двухмерной графики с частичной интеграцией микросхем Voodoo2 (использовался лишь один текстурный процессор). Из-за этой особенности в сценах с обилием полигонов, имеющих несколько текстур, производительность Voodoo2 была существенно выше. Впрочем, в сценах с только однотекстурными полигонами Banshee мог даже опережать Voodoo2 ввиду более высокой частоты и большей скорости заполнения пикселей. Несмотря на в целом меньшую популярность, нежели Voodoo Graphics или Voodoo2, Banshee продавалась вполне успешно.
Ускорение 2D в Banshee было первым опытом 3dfx с подобным оборудованием, и опыт был вполне удачный. Banshee конкурировал с быстрейшими 2D-процессорами от Matrox, Nvidia и ATI. Модуль ускорителя 2D состоял из двухмерного 128-битного процессора GUI и 128-битного ядра VESA VBE 3.0. Чипсет качественно ускорял DirectDraw, а также полностью аппаратно поддерживал Windows Graphics Device Interface (GDI), включая операции с 256-цветным растром и третичные функции, а также аппаратное ускорение полигонов. В тестах с нуль-драйвером Windows NT видеокарты Banshee в режиме 2D показали производительность, близкую к теоретически достижимому максимуму.
Когда Nvidia только начала запускать продукты, нацеленные на рынок компьютерных плат расширения подобно 3dfx Voodoo, она уже обладала крепкими позициями на рынке OEM. Чипсет Nvidia RIVA TNT был продуктом, подобным Banshee, но обладал двумя ключевыми преимуществами: бо́льшая производительность в 3D и поддержка вывода 3D-изображения в 32-битом цвете (3dfx до последнего противилась внедрению 32-битного цвета, считая что вполне хватает и 16 бит). 3dfx, наоборот, заключила лишь единичные OEM-контракты, так как её чипсет Banshee был незначительно востребован на рынке OEM.

## Sega и Dreamcast
В 1997 году 3dfx совместно с производителем игровых приставок Sega разрабатывала аппаратное обеспечение для платформы игровой системы нового поколения. Sega заказала разработку двух концептов: устройство «Katana» (разработано в Японии NEC совместно с VideoLogic), а также устройство «Blackbelt» (разработано в США с использованием технологий 3dfx).
Но уже 22 июля 1997 года Sega объявила о расторжении предварительных контрактов, а также о своём выборе японского прототипа (и чипсета NEC PowerVR соответственно) в качестве основы для дальнейшей разработки. В сообщении, полученном 3dfx, Sega указывала, что выбор был сделан не из-за плохой производительности чипсета, однако никаких твёрдых оснований разрыва отношений выявлено не было. Представители 3dfx обвиняли в прессе Sega в недобросовестном заключении контракта, в неправомерном завладении частью интеллектуальной собственности 3dfx, а также высказывали опасения относительно возможной утечки этой собственности конкурентам 3dfx из NEC.
Согласно мнению Дэйла Форда (Dale Ford), старшего аналитика Dataquest (компания в Сан-Хосе, специализирующаяся на исследованиях рынка), к этому решению привело множество отдельных факторов. В их число, по его мнению, входит успешное сотрудничество NEC с Nintendo при поставке чипсетов для Nintendo 64, что показало возможность компании резко нарастить объёмы выпуска в момент, когда клиент решит начать своё производство.
После оглашения решения Sega быстро отменила все работы по проекту Blackbelt и полностью переключилась на работу с прототипом Katana, основанном на оборудовании NEC, в качестве основы для разработки приставки нового поколения, которая стала известной как Dreamcast. 3dfx подала судебный иск на Sega, обвиняя её в нарушении условий контракта и в заключении контракта со злым умыслом для завладения технологиями 3dfx. Однако по этому делу решение вынесено не было.

## Упадок
В начале 1998 года 3dfx начала разработку нового амбициозного проекта. Проект Rampage представлял собой технологию для настольных систем со сроком разработки в два года, которая после её вывода на рынок смогла бы сохранять конкурентоспособность в течение нескольких лет. Летом того же года 3dfx организовала в Остине две рабочие группы, одна из которых должна была бы обеспечить разработку аппаратной части Rampage, а вторая — программную часть в виде драйверов для ОС Windows и т. п. Рабочая группа, изначально занятая разработкой аппаратной части Rampage, позже была переключена на разработку аппаратной реализации технологии «трансформация и освещение» (T&L) и аппаратного декодера MPEG. Позднее все эти технологии вошли в пакет, выкупленный Nvidia в 2000 году.

### Покупка STB и смена стратегии
Полномасштабная смена рыночной стратегии произошла незадолго до выхода Voodoo3, когда 3dfx приобрела компанию STB Technologies, являвшуюся одним из ведущих производителей видеокарт того времени. Прицел был сделан на расширение бизнеса 3dfx за счёт самостоятельной разработки, производства, маркировки, продвижения и продажи собственных продуктов, так как компания не планировала выступать исключительно в роли OEM-поставщика. Покупка STB должна была стать для 3dfx пропуском к значительным ресурсам OEM и соответствующим каналам реализации, однако намеченные цели так и не были достигнуты. Две корпорации так и не смогли полноценно слиться из-за слишком больших различий как в структуре бизнеса, так и в корпоративной культуре.
До сделки с 3dfx у STB также были переговоры о продаже компании с Nvidia. В то время STB была одним из крупнейших потребителей Nvidia и минимально сотрудничала с 3dfx. Менеджмент 3dfx ошибочно считал, что покупка STB и создание плат с фирменным дизайном принесёт успех, а ограничения их продуктов могут быть сглажены знаниями STB в поддержке OEM-продаж и удачным дизайном. Nvidia отказалась от покупки, желая поддержать многообразие брендов производителей видеокарт. Когда сделка между STB и 3dfx была завершена, 3dfx сконцентрировалась в сущности на изготовлении видеокарт, продавая OEM готовые к продаже на рынке платы, основанные на референсном дизайне. Производственные мощности STB в Хуаресе (Мексика) не могли конкурировать ни по качеству, ни по количеству в сравнении с растущими мощностями производителей оригинальных разработок (ODM) и производителей контрактной электроники (CEM), развивающих производство в азиатском регионе, основываясь на решениях от Nvidia. Ещё до закрытия сделки между 3dfx и STB некоторые OEM сообщили 3dfx, что любые продукты из Хуареса будут считаться неподходящими для включения в их системы, однако менеджмент 3dfx находился в уверенности, что эти трудности могут быть сглажены впоследствии. Все эти OEM впоследствии перешли в основном на продукты Nvidia и никогда больше не возвращались к продуктам 3dfx.
Приобретение STB стало одной из основных причин краха 3dfx: компания не продала ни одного чипсета Voodoo5 и Voodoo4 сторонним производителям, что всегда составляло основную статью доходов компании. Сторонние производители стали конкурентами, предлагая видеокарты, основанные на решениях Nvidia. Это также не способствовало отношениям 3dfx с ещё оставшимися OEM, так как последние не имели источника видеокарт, кроме самой 3dfx, и не могли выбрать CEM, чтобы обеспечить ценовую гибкость. OEM видели в 3dfx прямого конкурента на розничном рынке. После приобретения STB 3dfx выпустила серию видеокарт Velocity (торговая марка STB), которые были основаны на отбракованных чипсетах Voodoo3, как продукт, закрывающий бюджетный сегмент рынка. Чипсет Velocity отличался от оригинального Voodoo3 лишь одним рабочим текстурным процессором, в этом Velocity были похожи на Banshee.
В дальнейшем 3dfx сконцентрировалась на розничном рынке, все прочие попытки выйти в сегмент OEM были ограничены. Главным требованием OEM-бизнеса была возможность выпускать каждые шесть месяцев обновлённые продукты в соответствии с общим для компьютерной индустрии законом Мура. Чтобы работать по требуемой модели, у 3dfx не было ни методологии такой ритмичной разработки, ни достаточного количества разработчиков. Таким образом 3dfx стала компанией, осуществляющей розничные поставки продуктов собственного производства и промаркированных своим товарным знаком.

### Voodoo3

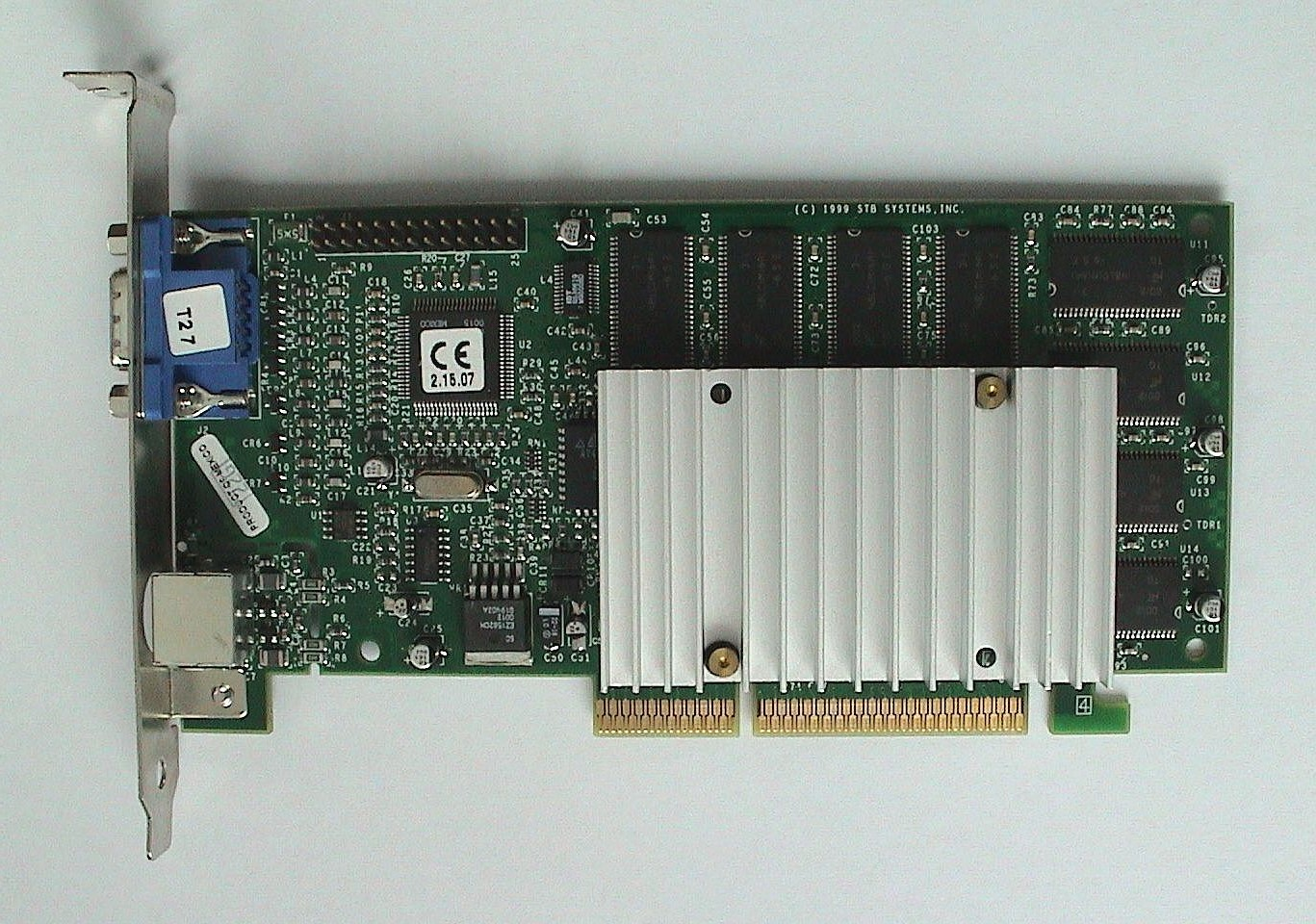
3dfx Voodoo3 3000 с 16 МБ ОЗУ и телевизионным выходом

О Voodoo3 много писали как о продукте, который сделает из 3dfx бесспорного лидера, однако на самом деле видеокарта не полностью соответствовала ожиданиям. Voodoo3 по-прежнему была самой производительной видеокартой (хотя Nvidia RIVA TNT2 лишь немного отставала в производительности), но она не могла работать в режиме 32-битной цветности изображения, а также не могла использовать текстуры больших разрешений. Хотя в то время существовало лишь несколько игр, использовавших 32-битный режим цвета и текстуры высокого разрешения, однако «32-битный цвет» и «разрешение текстур до 2048×2048» смотрелись на упаковке товара куда более внушительно, чем «16-битный цвет» и «разрешение текстур до 256×256», что было важно с маркетинговой точки зрения. Видеокарты Voodoo3 продавались весьма хорошо, однако продажи были несравнимы с Voodoo Graphics и Voodoo2. Позиции лидера рынка перешли к Nvidia.
Выход Nvidia GeForce 256 стал для компании 3dfx новым вызовом, на который не нашлось быстрого адекватного ответа. GeForce — это видеокарта с чипсетом, интегрированным в одной микросхеме, со встроенной аппаратной поддержкой технологий трансформации, освещения, расчёта и отсечения треугольников (т. н. аппаратный T&L), а кроме того — ядро рендеринга, что давало значительное преимущество в производительности над Voodoo3.

### Voodoo4 и Voodoo5
Следующей (и, как оказалось, последней) разработкой компании был продукт, имевший кодовое название Napalm. Изначально это была лишь версия Voodoo3 с поддержкой современных технологий, увеличенной рабочей частотой и ожидаемой производительностью на уровне Nvidia RIVA TNT2. Однако выход Napalm задерживался, и в течение возникшей паузы Nvidia выпустила видеокарту GeForce 256, которая стала таким же знаковым событием в 3D-графике на ПК, как и Voodoo2 ранее. Чипсет этой видеокарты ещё сильнее разгружал ЦП компьютера от обсчёта геометрии. Сам по себе Napalm не мог конкурировать с GeForce 256, однако было принято решение использовать многопроцессорную конфигурацию, которая уже была использована в Voodoo2. Получившийся чипсет был назван VSA-100 (расшифровывается как Voodoo Scalable Architecture — англ. масштабируемая архитектура Voodoo). Наконец 3dfx обладала продуктом, который смог бы победить GeForce 256.

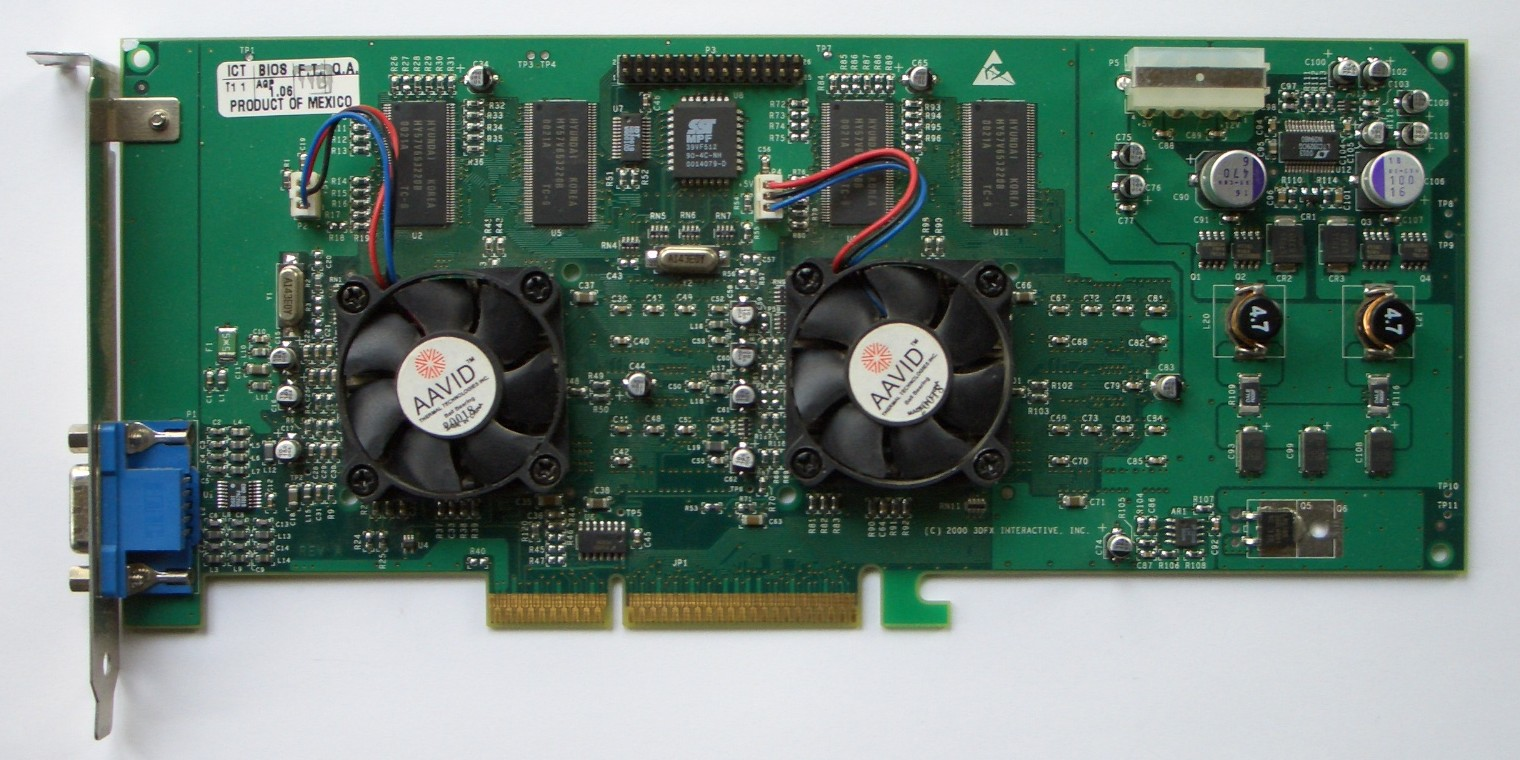
3dfx Voodoo5 5500, 64 МБ ОЗУ

Однако к тому времени, когда основанные на VSA-100 видеокарты стали выходить на рынок, стали доступны видеокарты Nvidia GeForce 2 и ATI Radeon, которые за аналогичную цену обеспечивали лучшую производительность. Единственное преимущество, которым обладали видеокарты 3dfx Voodoo5 5500, была производительность экранного сглаживания, а эффект состоял в меньшем падении производительности при его включении, чем у конкурентов. При этом карты Voodoo5 не могли конкурировать за счёт низкой цены, так как двухпроцессорная конфигурация негативно влияла на себестоимость.
В 3dfx были в курсе недостатка производительности своих видеокарт, поэтому видеокарты Voodoo5 рекламировались как «качество превыше количества», что забавно, если вспомнить, что видеокарты Voodoo3 рекламировались с противоположным девизом «главное производительность, а не функции». Продажи Voodoo5 5500 шли вполне неплохо, однако их объём не мог сохранить 3dfx на плаву.
Видеокарта Voodoo5 5000, имеющая 32 МБ ОЗУ, в отличие от Voodoo5 5500 с 64 МБ, так и не была выпущена, потому что уменьшение кадрового буфера не привело к значительному снижению себестоимости.
Вторая из двух видеокарт в серии Voodoo5 — Voodoo4 4500 — была такой же провальной, как и Voodoo Rush, потому что её производительность не могла конкурировать с удешевлёнными моделями конкурентов, появившимися немного позднее. Voodoo4 в большинстве областей начисто проигрывала GeForce 2 MX — видеокарте нижнего ценового сегмента, продававшейся преимущественно OEM — а также видеокартам на Radeon VE.
Необычной особенностью видеокарт Voodoo5 для компьютеров Macintosh было наличие двух разъёмов (DVI и VGA), тогда как обычная плата, предназначенная для ПК, имела только один VGA-разъём. Однако и эта плата не была без недостатка. Таким недостатком было отсутствие в Macintosh-версиях Voodoo5 аппаратного ускорения воспроизведения MPEG-2, что препятствовало комфортному воспроизведению файлов MPEG-2 на этих компьютерах, оборудованных видеокартой Voodoo5.
Видеокарта Voodoo5 6000 серийно не производилась, ввиду наличия в ней серьёзной ошибки, приводящей на некоторых платах к порче данных на шине AGP и ограничивающей максимальную скорость на AGP 2x. Это происходило из-за несовместимости с некоторыми материнскими платами для нового в то время процессора Pentium 4. Проведённые позднее тесты показали превосходство Voodoo5 6000 не только над обычными версиями GeForce 2 GTS и Radeon 7200 (см. Radeon R100), но и над топовыми версиями GeForce 2 Ultra и Radeon 7500, соответственно. В некоторых случаях Voodoo5 6000 могла соперничать даже с более поздней GeForce 3 на отдельных тестах. 
Однако крайне высокая себестоимость, сопряжённая с использованием на плате четырёх чипов VSA-100, дополнительного внешнего источника питания, а также 128 МБ ОЗУ (очень большой объём оперативной памяти по тем временам) — в любом случае стали бы препятствием для конкурентоспособности этой видеокарты.
Voodoo 5 6000 была выпущена только пробной партией в одну тысячу экземпляров (и за прошедшие годы стала раритетом)

## Банкротство и продажа
Неудача с картами на основе VSA-100 пошатнула финансовое положение компании. Руководство 3dfx делало ставку на разработку нового чипсета Rampage, однако это заняло слишком много времени. В конце 2000 года разработчики даже проводили тестирование видеокарты на базе нового чипсета, но до готового продукта было ещё далеко.
В конце 2000 года, сразу после запуска Voodoo4, некоторые кредиторы 3dfx инициировали процедуру признания компании несостоятельной. 3dfx при любом исходе процесса не смогла бы сохраниться в качестве независимой компании (но, теоретически, была возможность продолжения работы в качестве автономной единицы в составе компании-покупателя). Вместо этого было принято решение продать представляющие ценность активы компании Nvidia, что де-факто стало ликвидацией 3dfx. Справедливость и законность сделки (относительно прав кредиторов 3dfx и процесса банкротства) рассматривались в судах в феврале 2009 года, то есть через 9 лет после её совершения. Бо́льшая часть инженерно-технического персонала, задействованного в работе над проектом Rampage (который должен был быть наследником VSA-100), осталась работать на своих местах, и была переведена на проект, результатом которого стали видеокарты серии GeForce FX. Некоторая группа разработчиков присоединилась к ATI, привнеся свои знания, на которых была основана серия Х видеокарт, а также разработана технология CrossFire, являющаяся другой интерпретацией технологии 3dfx SLI.
После приобретения активов 3dfx вышел релиз Nvidia, в котором она отказывалась от предоставления технической поддержки по продуктам 3dfx. Nvidia предложила лишь ограниченную по времени программу обмена оборудования 3dfx на продукты Nvidia, имевшие равноценную производительность. 15 декабря 2000 года в своем последнем пресс-релизе 3dfx выступила со словами извинения перед своими потребителями.

## Причины краха
По мнению сайта Sudhian Media, крах компании был вызван несколькими факторами:
1. Одной из редко озвучиваемых предполагаемых причин краха 3dfx являлось излишне щедрое стимулирование работников, а также траты (впрочем неподтверждённые) по 30—50 тысяч долларов США на корпоративные обеды и некоторые другие излишества, даже за 2 недели до банкротства компании, когда угрожающее положение было уже очевидно. С другой стороны, подобные траты вполне типичны для любой крупной корпорации.
2. Компания была нацелена на выпуск продукции следующего поколения, преимущественно высшего рыночного сегмента, при этом часто не обращая внимания на средний и нижний ценовые сегменты. Nvidia использовала стратегию более быстрых разработок, практически всегда успевая обновить свою продуктовую линейку в течение полугодового цикла, при этом предлагая не только занимающие наивысшее положение модели, но и модели среднего уровня. Таким образом закрывался практически весь рынок, так как устаревшие модели прошлого поколения становились основой для новых моделей в низшем ценовом сегменте. ATI также быстро стала придерживаться подобной схемы разработки. Стратегия 3dfx состояла в длительных амбициозных полномасштабных разработках продуктов высокого сегмента рынка с последующими попытками заполнить оставшиеся пустые ниши усечёнными версиями новейших моделей. Такая стратегия не могла ничего противопоставить Nvidia и ATI, которые быстро заработали свои первые прибыли, к тому же обойдя продукцию 3dfx и по общей производительности. Часто при покупке ключевых продуктов Nvidia GeForce 256 и GeForce 2 GTS клиент получал скидку, если сдавал продавцу свою старую видеокарту Voodoo3 и Voodoo5 соответственно. Но более важным было то, что карты среднего уровня (такие как GeForce 2 MX) пользовалась успехом на массовом рынке. Эти видеокарты существенно укрепили рыночные позиции Nvidia, в то время как Voodoo4, конкурент от 3dfx, проигрывал как по скорости работы, так и по цене.
3. Хотя в 1997 году произошли существенные сдвиги в маркетинговой стратегии 3dfx, проведённые CEO Грегом Боллардом (Greg Ballard), имелась серьёзная критика целесообразности того подхода к НИОКР в отрасли графических технологий, которого придерживался Боллард. Интегрированные 2D+3D-видеокарты захватывали рынок, в чём Боллард увидел вызов и стал активно способствовать удовлетворению этого спроса видеокартами Banshee и Voodoo3 (что стоило компании миллионов продаж и потери рыночной доли), отнимая при этом ресурсы от работы по жизненно важному проекту Rampage. Позднее, в 1999 году 3dfx выступила с заявлением о том, что их драйверы для ещё конкурентоспособного 3D-ускорителя Voodoo2 для Windows 2000 будут иметь поддержку только двух API: Glide и OpenGL, но не DirectX. В то время процесс перехода разработчиков игр на использование API DirectX как раз окончательно обозначился, и игроки на ПК (основная категория пользовательской базы 3dfx) начали переходить на продукты от Nvidia и ATI, которые API DirectX поддерживали в полной мере.
4. Приобретение STB Systems[англ.] слишком сильно пошатнуло положение 3dfx на основном для неё OEM-рынке и не превратило компанию во что-то большее, чем просто производитель чипсетов. Сделка с STB лишь ослабила ресурсы 3dfx в основном для неё сегменте производства чипсетов и не обернулись компенсацией в виде увеличения продаж.
5. Проект Rampage был слишком амбициозен для компании, и его выход на рынок постоянно откладывался, в то же время компания продолжала колебаться между продолжением разработки проекта Rampage и ритмичным выпуском розничных продуктов краткого жизненного цикла как Voodoo3 или Napalm/VSA-100. Группа разработки проекта Rampage использовала самые передовые технологии, которые формировались непосредственно в процессе разработки. При том, что изначально презентация должна была быть осуществлена на выставке COMMDEX[англ.] в 1998 году, первый полностью работоспособный прототип Rampage был получен в лабораториях 3dfx только в декабре 2000 года. Также к этому сроку были полностью готовы как 2D-, так и 3D-драйверы, но грядущий выход Rampage для 3dfx был уже слишком малой и слишком запоздалой мерой. Решение о «сворачивании» компании и передачи всех основных активов Nvidia было принято менее чем через две недели после этого события.
6. 3dfx никогда не закладывала в свои микросхемы структуры, обеспечивающие возможность проведения скан-проверки. Без этой проверки невозможно производить тестирование микросхем после изготовления, что не допускает их отбраковки. Nvidia, которая всегда имела возможность разбраковки микросхем, приводящей к сокращению количество брака до минимальных значений, также обратила внимание на этот факт при получении активов 3dfx.

Хотя существует мнение, что своевременный выход Rampage мог спасти 3dfx, остается фактом, что компания не смогла адаптироваться к рынку, требующему быстрого, ритмичного выпуска относительно недорогих высокопроизводительных решений с интегрированным 3D-ускорением, что очень быстро стало стандартом индустрии графики на ПК. Успех Rampage зависел бы не исключительно от показателей производительности и ожиданий пользователей, подогретых интернет-обзорами, но и от себестоимости изготовления. До сих пор остаётся неясным до конца, способен ли был Rampage стать осязаемым продуктом, способным в одиночку поддерживать компанию жизнеспособной на рынке видеокарт.

## Список видеокарт
| Модель          | Дата выхода     | Кодовое имя | Техпроцесс (нм) | Используемая шина | Память (Мб) | Частота ядра (МГц) | Частота памяти (МГЦ) | Конфигурация ядра | Скорость заполнения (миллионов/с) | Скорость заполнения (миллионов/с) | Скорость заполнения (миллионов/с) | Скорость заполнения (миллионов/с) | Память                | Память   | Память            | Версия DirectX |
| Модель          | Дата выхода     | Кодовое имя | Техпроцесс (нм) | Используемая шина | Память (Мб) | Частота ядра (МГц) | Частота памяти (МГЦ) | Конфигурация ядра | Операций                          | Пикселей                          | Текселей                          | Вертексов                         | Быстродействие (Гб/с) | Тип шины | Разрядность (бит) | Версия DirectX |
| --------------- | --------------- | ----------- | --------------- | ----------------- | ----------- | ------------------ | -------------------- | ----------------- | --------------------------------- | --------------------------------- | --------------------------------- | --------------------------------- | --------------------- | -------- | ----------------- | -------------- |
| Voodoo Graphics | 1 октября 1996  | SST1        | 500             | PCI               | 2, 4        | 50                 | 50                   | 1:0:1:1           | 50                                | 50                                | 50                                | 0                                 | 0.8                   | EDO      | 128               | 3.0            |
| Voodoo Rush     | апрель 1997     | SST96       | 500             | AGP 2x, PCI       | 2, 4        | 50                 | 50                   | 1:0:1:1           | 50                                | 50                                | 50                                | 0                                 | 0.4                   | EDO      | 64                | 3.0            |
| Voodoo2         | 1 марта 1998    | SST2        | 350             | PCI               | 8, 12       | 90                 | 90                   | 1:0:2:1           | 90                                | 90                                | 180                               | 0                                 | 2.16                  | EDO      | 192               | 5.0            |
| Voodoo Banshee  | 22 июня 1998    | Banshee     | 350             | AGP 2x, PCI       | 8, 16       | 100                | 100                  | 1:0:1:1           | 100                               | 100                               | 100                               | 0                                 | 1.6                   | SDR      | 128               | 6.0            |
| Velocity 100    | 26 июля 1999    | Avenger     | 250             | AGP 2x            | 8           | 143                | 143                  | 1:0:2:1           | 143                               | 143                               | 286                               | 0                                 | 2.288                 | SDR      | 128               | 6.0            |
| Velocity 200    | 26 июля 1999    | Avenger     | 250             | AGP 2x            | 12          | 143                | 143                  | 1:0:2:1           | 143                               | 143                               | 286                               | 0                                 | 2.288                 | SDR      | 128               | 6.0            |
| Voodoo3 1000    | Март 1999       | Avenger     | 250             | AGP 2x, PCI       | 8, 16       | 125                | 125                  | 1:0:2:1           | 125                               | 125                               | 250                               | 0                                 | 2                     | SDR      | 128               | 6.0            |
| Voodoo3 2000    | 3 апреля 1999   | Avenger     | 250             | AGP 2x, PCI       | 16          | 143                | 143                  | 1:0:2:1           | 143                               | 143                               | 286                               | 0                                 | 2.288                 | SDR      | 128               | 6.0            |
| Voodoo3 3000    | 3 апреля 1999   | Avenger     | 250             | AGP 2x, PCI       | 16          | 166                | 166                  | 1:0:2:1           | 166                               | 166                               | 333                               | 0                                 | 2.66                  | SDR      | 128               | 6.0            |
| Voodoo3 3500 TV | Июнь 1999       | Avenger     | 250             | AGP 2x, PCI       | 16          | 183                | 183                  | 1:0:2:1           | 183                               | 183                               | 366                               | 0                                 | 2.928                 | SDR      | 128               | 6.0            |
| Voodoo4 4200    | Не выходила     | VSA-100     | 250             | AGP 4x, PCI       | 32          | 183                | 183                  | 2:0:2:2           | 366                               | 366                               | 366                               | 0                                 | 1.464                 | SDR      | 64                | 6.0            |
| Voodoo4 4500    | 13 октября 2000 | VSA-100     | 250             | AGP 4x, PCI       | 32          | 166                | 166                  | 2:0:2:2           | 332                               | 332                               | 332                               | 0                                 | 2.656                 | SDR      | 128               | 6.0            |
| Voodoo4 4800    | Не выходила     | VSA-100     | 250             | AGP 4x, PCI       | 32          | 200                | 200                  | 2:0:2:2           | 400                               | 400                               | 400                               | 0                                 | 3.2                   | SDR      | 128               | 6.0            |
| Voodoo5 5000    | Не выходила     | VSA-100 x2  | 250             | AGP 4x, PCI       | 32          | 166                | 166                  | 2:0:2:2 x2        | 664                               | 664                               | 664                               | 0                                 | 2.656                 | SDR      | 128               | 6.0            |
| Voodoo5 5500    | 22 июня 2000    | VSA-100 x2  | 250             | AGP 4x, PCI       | 64          | 166                | 166                  | 2:0:2:2 x2        | 664                               | 664                               | 664                               | 0                                 | 2.656                 | SDR      | 128               | 6.0            |
| Voodoo5 6000    | Не выходила     | VSA-100 x4  | 250             | AGP 4x, PCI       | 128         | 166                | 166                  | 2:0:2:2 x4        | 1328                              | 1328                              | 1328                              | 0                                 | 5.312                 | SDR      | 256               | 6.0            |
| Spectre 1000    | Не выходила     | Rampage     | 180             | AGP 4x            | 64          | 200                | 400                  | 4:0:4:4           | 800                               | 800                               | 800                               | 0                                 | 6.4                   | DDR      | 128               | 7.0            |
| Spectre 2000    | Не выходила     | Rampage     | 180             | AGP 4x            | 64          | 200                | 400                  | 4:0:4:4           | 800                               | 800                               | 800                               | 0                                 | 6.4                   | DDR      | 128               | 7.0            |
| Spectre 3000    | Не выходила     | Rampage x2  | 180             | AGP 4x            | 128         | 200                | 400                  | 4:0:4:4 x2        | 800                               | 800                               | 800                               | 0                                 | 12.8                  | DDR      | 256               | 7.1            |